# Thống chế (Thái Lan)
Thống chế (tiếng Thái: จอมพล, จอมพลทหารบก, Chom Phon) là cấp bậc quân sự cao cấp nhất của Quân đội Thái Lan, được xem là tương đương với cấp bậc Nguyên soái hoặc Thống tướng trong quân đội của một số quốc gia. Cấp bậc Thống chế Thái Lan được chính thức thành lập vào năm 1888, cùng với hệ thống cấp bậc quân đội, bởi Quốc vương Chulalongkorn (Rama V), người muốn hiện đại hóa quân đội theo kiểu phương Tây.
Danh xưng Thống chế được dùng chung trong quân đội, gồm cả Hải, Lục, Không quân. Trong Hải quân, cấp bậc này được thêm hậu tố để thành cấp bậc Thống chế Hải quân (tiếng Thái: จอมพลเรือ, Chom Phon Ruea), tương đương Đô đốc hạm đội. Tương tự, trong Không quân, cấp bậc này được gọi là Thống chế Không quân (tiếng Thái: จอมพลอากาศ, Chom Phon Akat). Thông thường, các cấp bậc này được phong riêng rẽ ở từng nhánh quân chủng, tuy nhiên, cũng đã từng có một số cá nhân giữ cấp bậc Thống chế của cả Hải Lục Không quân trong lịch sử Thái Lan.
Quốc vương Thái Lan giữ danh vị là Lãnh đạo tối cao của các lực lượng vũ trang, mặc nhiên giữ cấp bậc Thống chế Hải Lục Không quân khi đăng quang. Hiện tại, cấp bậc Thống chế chỉ tồn tại như một cấp bậc danh dự phong cho một số thành viên thuộc Hoàng gia Thái Lan. Dù vẫn tồn tại là một cấp bậc quân sự theo luật, trên thực tế, chưa từng có quân nhân nào thụ phong quân hàm này kể từ năm 1973.
Ngoài các quốc vương Thái Lan, đã có 13 người từng được phong cấp bậc này.

## Lãnh đạo tối cao Quân đội
| Chân dung | Tên                          | Trị vì                                | Chú thích |
| --------- | ---------------------------- | ------------------------------------- | --------- |
|           | Chulalongkorn (Rama V)       | 1 tháng 10, 1868 - 23 tháng 10, 1910  |           |
|           | Vajiravudh (Rama VI)         | 23 tháng 10, 1910 - 25 tháng 11, 1925 |           |
|           | Prajadhipok (Rama VII)       | 25 tháng 11, 1925 - 2 tháng 3, 1935   | Thoái vị  |
|           | Ananda Mahidol (Rama VIII)   | 2 tháng 3, 1935 - 9 tháng 6, 1946     |           |
|           | Bhumibol Adulyadej (Rama IX) | 9 tháng 6, 1946 - 13 tháng 10, 2016   |           |
|           | Vajiralongkorn (Rama X)      | 13 tháng 10, 2016 - nay               |           |

## Danh sách các Thống chế Thái Lan
| STT | Ảnh | Tên                                                        | Thời gian sống | Năm thụ phong | Ghi chú |
| --- | --- | ---------------------------------------------------------- | -------------- | ------------- | --- |
| 1   |     | Hoàng thân Bhanurangsi Savangwongse                        | 1859–1928      | 1910          | Em trai vua Chualongkorn. Giữ chức Chỉ huy trưởng Bộ chỉ huy Quân sự tác chiến. Về sau được phong hàm Thống chế Hải quân năm 1913. Trước đó từng giữ hàm Đại tướng. |
| 2   |     | Hoàng thân Chirapravati Voradej, Vương tử Nakhon Chaisi    | 1876–1913      | 1911          | Anh trai vua Vajiravudh. Giữ chức Bộ trưởng Quốc phòng Xiêm. Trước đó từng giữ hàm Đại tướng. |
| 3   |     | Hoàng thân Chakrabongse Bhuvanath, Vương tử Phitsanulok    | 1883–1920      | 1917          | Em trai vua Vajiravudh. Tổ chức Lực lượng Viễn chinh Xiêm tham chiến tại châu Âu trong Thế Chiến thứ Nhất. Trước đó từng giữ hàm Đại tướng. |
| 4   |     | Chao Phraya Bodindechanuchit (Mom Rajawong Arun Chatrakul) | 1856–1921      | 1917          | Giữ chức Chỉ huy trưởng Bộ chỉ huy Quân sự tác chiến. Trước đó từng giữ hàm Đại tướng. |
| 5   |     | Hoàng thân Paribatra Sukhumbandhu, Vương tử Nakhon Sawan   | 1881–1944      | 1917          | Em trai vua Vajiravudh. Giữ chức Tham mưu trưởng Lục quân Xiêm. Nhận quân hàm Thống chế Hải quân trong cùng năm. Trước đó từng giữ hàm Đại tướng Hải quân. |
| 6   |     | Chao Phraya Surasakmontri (Cherm Saeng-chuto)              | 1851–1931      | 1925          | Tư lệnh quân Xiêm trong chiến tranh Haw (1865–1890). Trước đó từng giữ hàm Trung tướng. |
| 7   |     | Plaek Phibunsongkhram                                      | 1897–1964      | 1941          | Thủ tướng Thái Lan (1938–1944 và 1948–1957). Giữ chức Tổng tư lệnh tối cao Bộ tư lệnh Lực lượng vũ trang Hoàng gia Thái Lan. Thụ phong cấp bậc Thống chế Hải quân và Thống chế Không quân trong cùng năm. Thường gọi là Chom Phon Por (Thống chế Por). Trước đó từng giữ quân hàm Thiếu tướng. |
| 8   |     | Phin Choonhavan                                            | 1891–1973      | 1953          | Phó thủ tướng Thái Lan (1951–1956). Lãnh đạo nhóm đảo chính 1947. Trước đó từng giữ hàm Đại tướng. |
| 9   |     | Sarit Thanarat                                             | 1908–1963      | 1956          | Thủ tướng Thái Lan (1958–1963). Giữ chức Tổng tư lệnh tối cao Bộ tư lệnh Lực lượng vũ trang Hoàng gia Thái Lan. Sau thụ phong cấp bậc Thống chế Hải quân và Thống chế Không quân năm 1959. Trước đó từng giữ cấp bậc Đại tướng Hải Lục Không quân.                                             |
| 10  |     | Thanom Kittikachorn                                        | 1911–2004      | 1964          | Thủ tướng Thái Lan (tháng 1-10, 1958 và 1963–1973). Giữ chức Tổng tư lệnh tối cao Bộ tư lệnh Lực lượng vũ trang Hoàng gia Thái Lan. Thụ phong cấp bậc Thống chế Hải quân và Thống chế Không quân cùng lúc. Trước đó từng giữ cấp bậc Đại tướng.                                                |
| 11  |     | Kriengkai Attanand                                         | 1913–1972      | 1972          | Truy phong. Tử nạn do rơi trực thăng tại tỉnh Ratchaburi. Khi đó đang là Trung tướng, Tư lệnh Quân khu 1. Tư lệnh Quân viễn chinh Hoàng gia Thái Lan trong Chiến tranh Triều Tiên. |
| 12  |     | Praphas Charusathien                                       | 1912–1997      | 1973          | Phó Thủ tướng Thái Lan (1963–1971). Thụ phong cấp bậc Thống chế Hải quân và Thống chế Không quân cùng lúc. Giữ chức Tư lệnh Lục quân Hoàng gia Thái Lan. Trước đó từng giữ cấp bậc Đại tướng.                                                                                                  |
| 13  |     | Nhiếp chính vương hậu Sirikit                              | 1932–nay       | 1992          | Vương hậu của vua Bhumibol Adulyadej. Thụ phong cấp bậc Thống chế Hải quân và Thống chế Không quân cùng lúc. Bà có thể là nữ thống chế Hải Lục Không quân trong lịch sử. |